# アカケヅメシャコ
アカケヅメシャコ（赤蹴爪鷓鴣、学名：Galloperdix spadicea）は、キジ目キジ科に分類される鳥類の一種である。別名アカキョケイ。

## 分布
ネパール西部からインドに分布する。

## 形態
体長33-35cm。
ケヅメシャコの名の通り、雄には2対（稀に3対）、雌には1対の距がある。

## 生態
山地の林の中に、番いか家族群で生息する。
食性は雑食性。